# 圣十字圣母升天圣殿 (沙伊恩)
圣十字圣母升天圣殿（Heilig Kreuz und Mariä Himmelfahrt）是一座天主教堂区教堂和本笃会修道院教堂，位于德国巴伐利亚州上巴伐利亚行政区伊尔姆河畔普法芬霍芬县沙伊恩, 其核心是一座12-13世纪的罗马式建筑。这座教堂是作为本笃会沙伊恩修道院的修道院教堂建造的，这是维特尔斯巴赫王朝的修道院，在1253年之前一直是他们的墓地。在16-18世纪该堂曾进行重大改建，19世纪重新罗马化。1979年，该堂升格为宗座圣殿。现为巴伐利亚州保护文物。
该堂拥有一个十字架遗迹，即沙伊恩十字架，保存在圣十字堂，是朝圣的目的地。

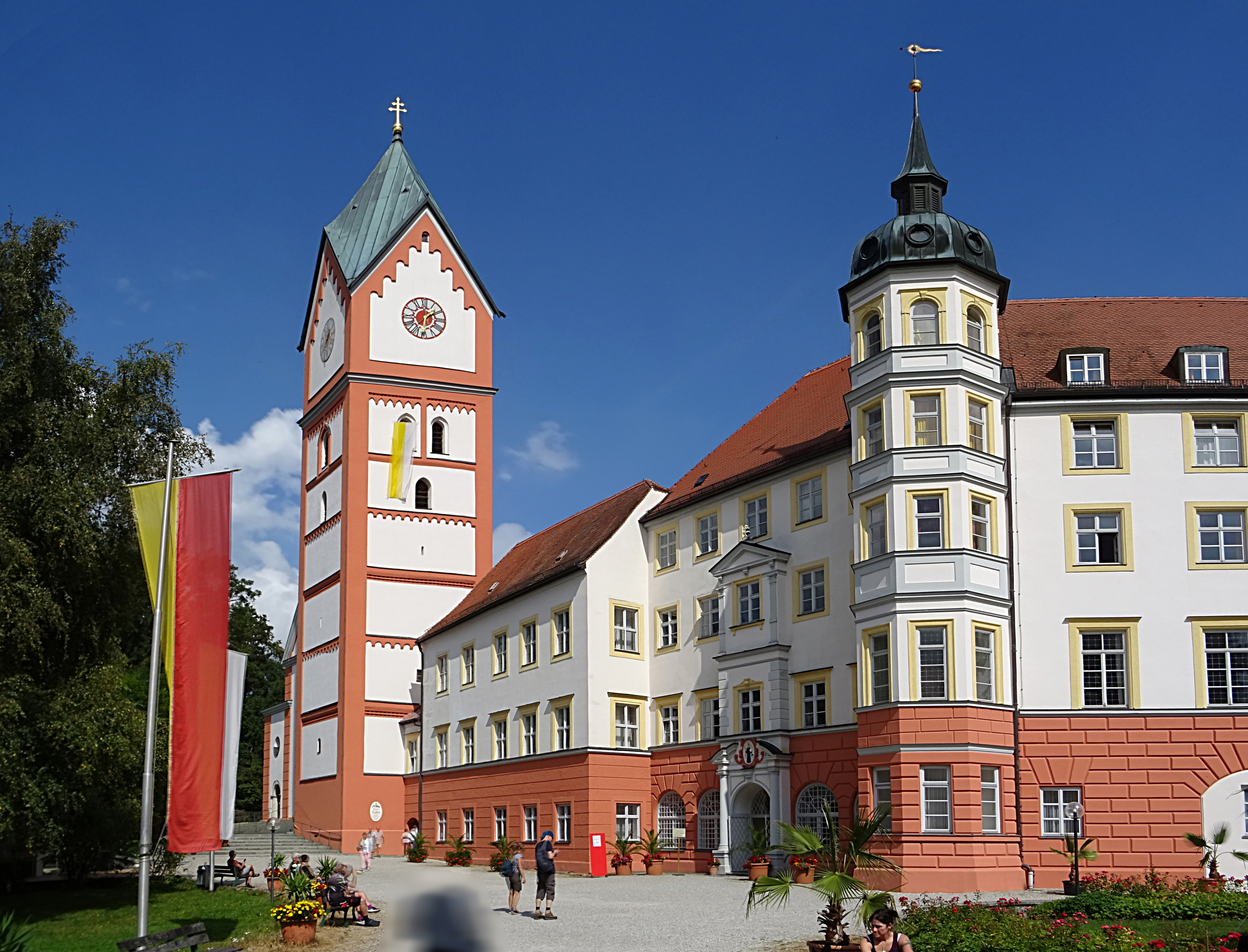
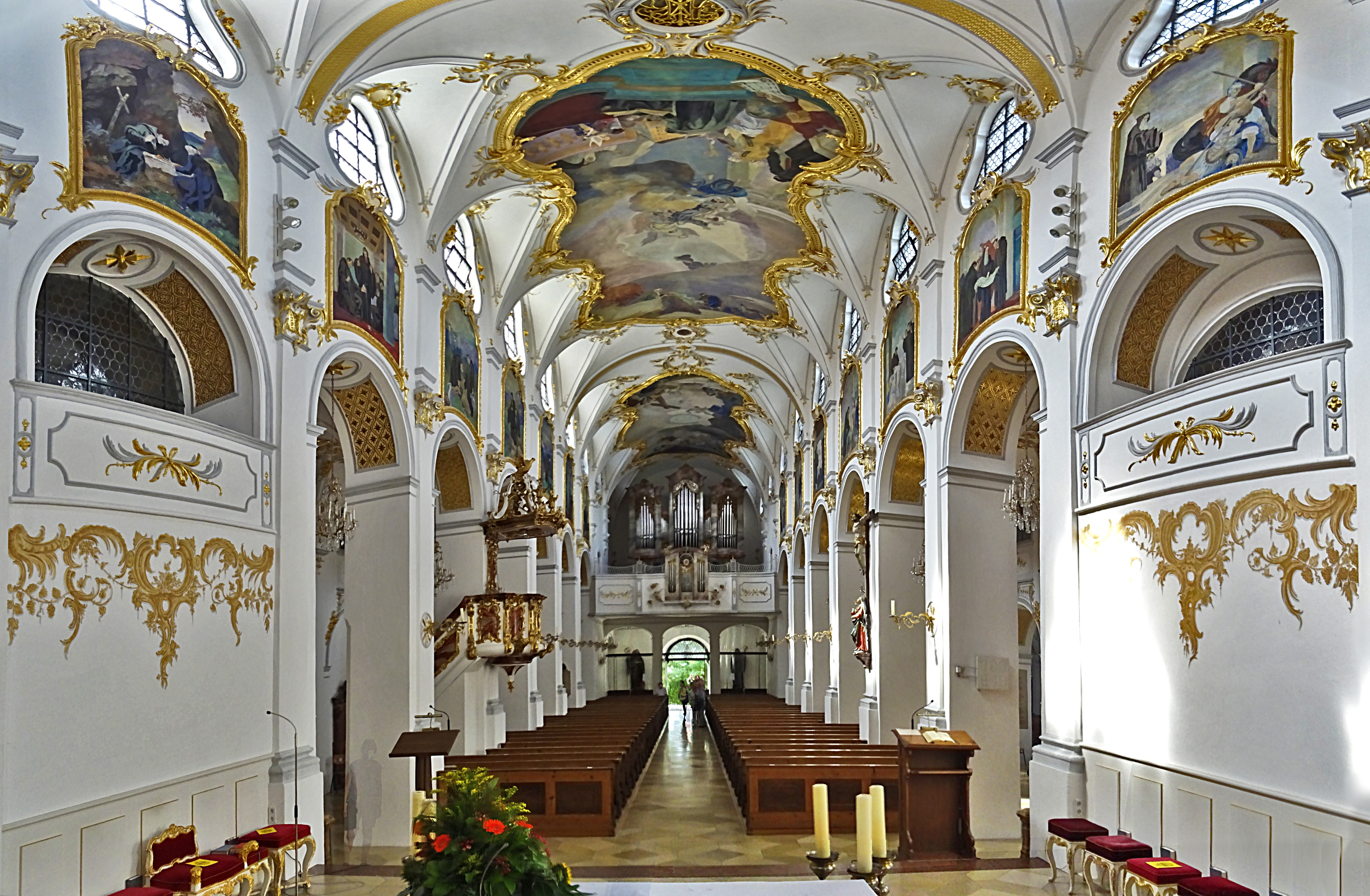
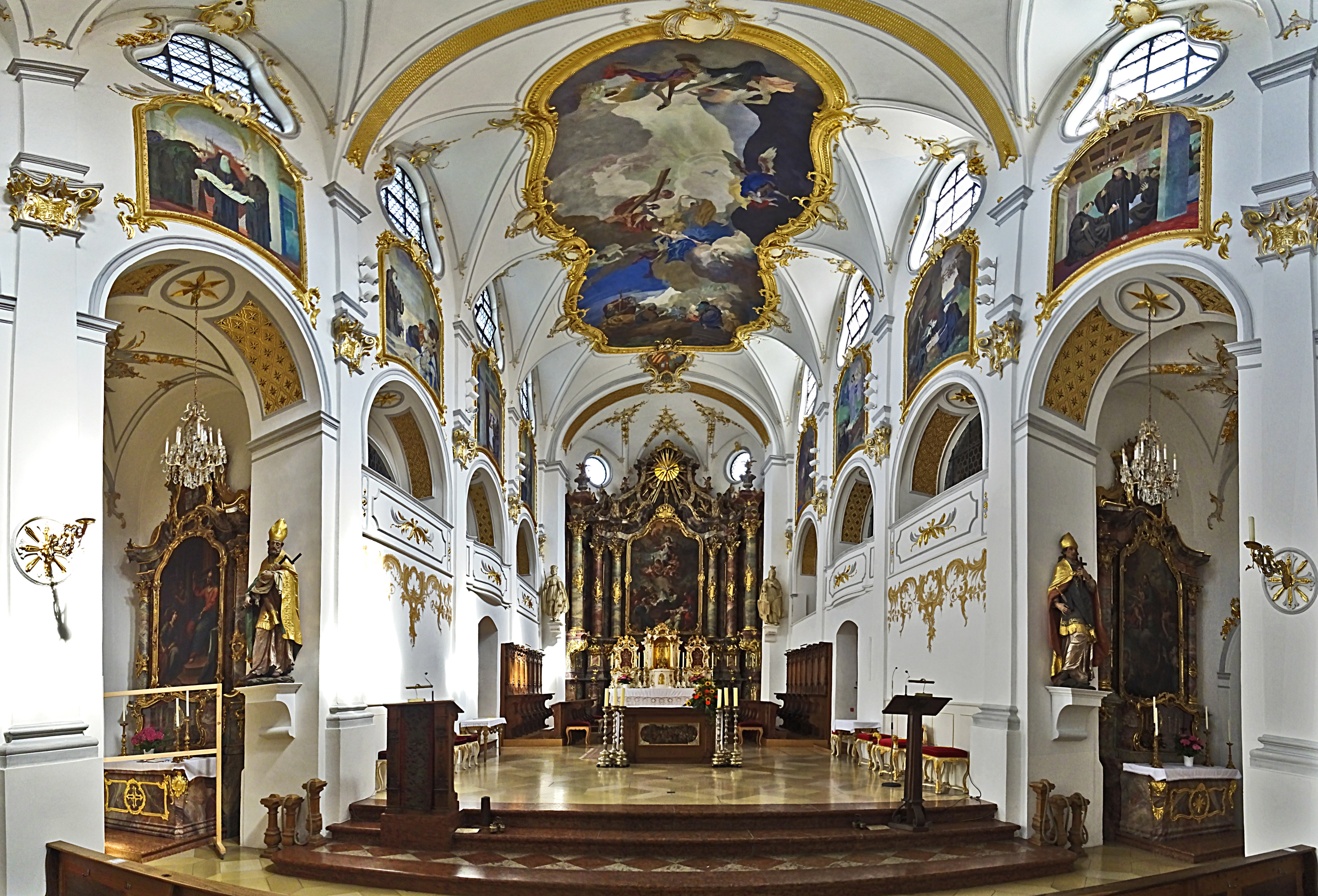